# Рінгіс Анастасія Сергіївна
Рінгіс Анастасія Сергіївна (25 квітня 1984, м. Ялта, Кримська область, Українська РСР) — українська журналістка.

## Життєпис
Анастасія Рінгіс народилася 1984 року в Ялті, потім з батьками переїхала до Гурзуфа.
Першу свою журналістську замітку написала у дев'ятому класі після чергової шкільної конференції в Києві, яка була опублікована у «Кримській газеті».
|  | «Зараз я розумію, що моя допитливість, громадянська позиція і вибір професії – все це родом із дитинства. Моя мама каже, що подорожувати зі мною маленькою було складно, бо я встигала проінтерв'ювати весь вагон. "Чому ви так думаєте" – здається, це запитання я поставила сто тисяч разів, і навіть не знаю, скільки ще поставлю». |

16-річна Анастасія вступила у 2000 році на факультет журналістики Санкт-Петербурзького державного університету. І вже на першому курсі почала писати для громадського-політичного журналу «Город», потім працювала журналісткою у відділі «Суспільство».
Закінчивши університет, до Києва переїхала напередодні Помаранчевої революції. Працювала в газеті «Киевские ведомости», у журналах «Фокус» та «Инвестгазета». Згодом перейшла до редакції «Української правди», потім була призначена редактором.
Також має досвід телевізійної журналістки у програмі «План на завтра» на телеканалі UΛ:Перший.